# Sámuel Diószegi

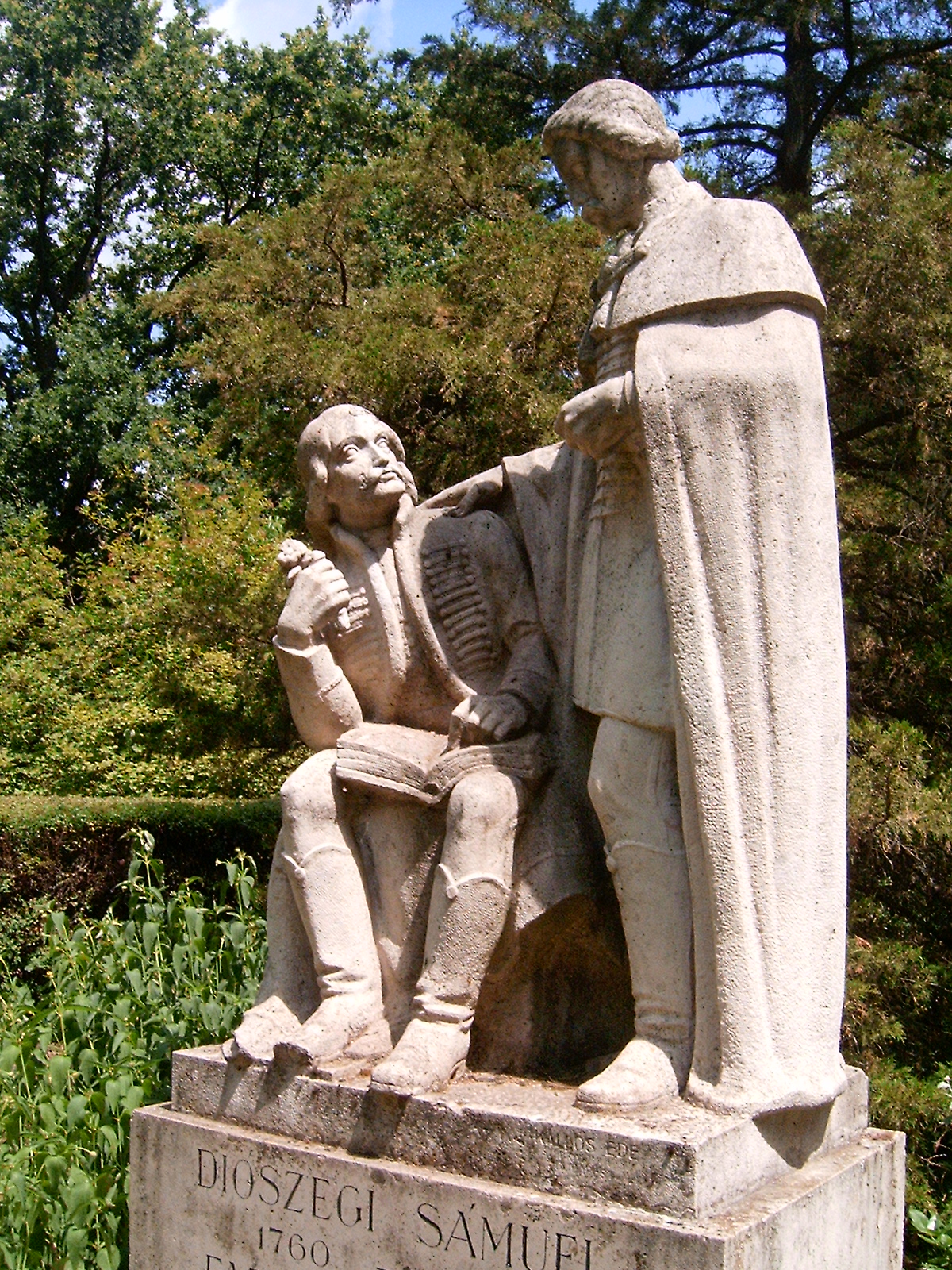
Sculpture de Sámuel Diószegi et Mihály Fazekas au jardin botanique de l'Université de Debrecen

Sámuel Diószegi, né le 5 janvier 1760 à Debrecen et mort le 2 août 1813 dans la même ville, est un botaniste et pasteur protestant hongrois.

## Œuvres
- Magyar füvész könyv (avec Mihály Fazekas), 1807.